# Bom-i ona bom
Bom-i ona bom (봄이 오나 봄?), nota anche con il titolo internazionale Spring Turns to Spring, è una serie televisiva sudcoreana del 2019.
Il titolo della serie, traducibile letteralmente come "arriverà la primavera", è in realtà un gioco di parole con i nomi delle due protagoniste, Bo-mi e Bom.

## Trama
La quarantaduenne Lee Bom era una popolare e ricercata attrice, che tuttavia decise di abbandonare le scene per dedicarsi completamente al marito Park Yoon-cheol e alla figlia Park Si-won. La trentaduenne Kim Bo-mi è invece una giornalista e presentatrice estremamente ambiziosa, pronta a tutto per raggiungere i suoi obiettivi. Dopo aver bevuto una misteriosa pozione capace di scambiare, quasi senza preavviso, i loro corpi, le vite delle due donne entrano in contatto; inizialmente le due si causano numerosi problemi a vicenda, a causa dei loro caratteri opposti, per poi decidere di fare "fronte comune" alle avversità.
In particolare, Lee Bom scopre che suo marito, con il quale era sposata da diciassette anni, non l'aveva mai amata ed era interessato solo al denaro; oltre a ciò, l'aveva inoltre tradita con la sua segretaria e migliore amica, Choi Seo-jin. Scoperto tutto ciò, decide di vendicarsi totalmente dei due. Nel corpo di Kim Bo-mi, Lee Bom viene inoltre a conoscenza del fatto che Lee Hyung-suk, capo di Bo-mi, pur cercando di non dimostrarlo è segretamente attratto da lei.